# Ucrania en llamas
Ucrania en llamas (en inglés: Ukraine on Fire) es un largometraje documental realizado por el director ucraniano Igor Lopatonok sobre los acontecimientos que sacudieron Ucrania en el siglo XXI, hasta 2015. Coproducido por Oliver Stone, este interviene también como entrevistador de las personalidades que aportan su testimonio en la película: el expresidente de Ucrania Víktor Yanukóvich, el presidente de Rusia Vladímir Putin, el exministro de Interior Vitali Zajárchenko y el periodista de investigación norteamericano Robert Parry, entre otros. Se estrenó en 2016 en el Festival de Cine de Taormina (Italia). El documental fue distribuido por Another Way Productions Ltd.
El documental ha sido altamente criticado, hasta el punto de acusarlo de "propaganda rusa". En particular, lo acusan de mostrar solamente los puntos de vista rusos y de ignorar eventos históricos en los que los ucranianos sufrieron fuertes represiones por parte de la URSS.

## Sinopsis
La película explica las fuentes del nacionalismo ucraniano contemporáneo, repasando acontecimientos como el Hetmanato Cosaco, la ocupación de Ucrania por las tropas germano-austriacas, el Tratado de Brest-Litovsk, la incorporación de Ucrania occidental a la URSS, el colaboracionismo ucraniano con la Alemania nazi en la Segunda Guerra Mundial, la Gran Guerra Patria, la masacre de polacos en Volinia, las masacres de judíos en Babi Yar, la configuración de Ucrania en la década de 1990, la Revolución naranja de 2004, el euromaidán de 2013-2014 y los eventos que tuvieron lugar hasta 2015 como el referéndum sobre el estatus político de Crimea de 2014, los enfrentamientos en Odesa de mayo de 2014, la guerra del Dombás y el accidente del vuelo 17 de Malaysia Airlines, entre otros acontecimientos.
Ofrece una perspectiva histórica de las profundas divisiones existentes en la región que condujeron a la Revolución naranja de 2004, a las revueltas de 2014 y al violento derrocamiento de Yanukóvich, elegido democráticamente. Cubierto por los medios de comunicación occidentales como una revolución popular, el documental defiende que fue un golpe de Estado preparado y escenificado por grupos nacionalistas y el Departamento de Estado de los Estados Unidos. El periodista de investigación Robert Parry revela cómo, tanto en Ucrania como en otros países, desde los años 80 surgieron ONG políticas, fundaciones y empresas de comunicación financiadas por los Estados Unidos que sustituyen a la CIA en la promoción de su agenda geopolítica en el extranjero.
Resalta también el papel decisivo de organizaciones políticas ucranianas de extrema derecha y antisemitas, como el Sector Derecho y el partido Svoboda, y de organizaciones paramilitares de extrema derecha de Ucrania occidental de la época de la Segunda Guerra Mundial como el Ejército Insurgente Ucraniano (UPA) y Stepán Bandera.

## Distribución
La película no tiene distribución en cines y se distribuye gratuitamente en plataformas en internet. Tras 10 meses en YouTube, fue retirada a principios de marzo de 2022 con el motivo de que mostraba imágenes demasiado violentas que violaban la política de YouTube. El director del documental, Igor Lopatonok, anunció entonces que se podía ver en la plataforma Rumble. A los pocos días, YouTube volvió a dar acceso a la película, pero con un aviso señalando contenidos que podrían ser "no apropiados" y pidiendo por lo tanto que la gente se registrase y diese su edad.

## Críticas
El documental ha recibido numerosas críticas que lo acusan de ser propaganda prorrusa y de no ofrecer la contraparte occidental a las perspectivas de los entrevistados. 
Antonio Armano, un periodista italiano que cubre Europa del Este, criticó que el documental no menciona ni la dekulakización de Stalin, ni el Holodomor durante su presentación de la historia de Ucrania. Esto puede explicar por qué algunos ucranianos vieron la ocupación nazi durante la Segunda Guerra Mundial como una liberación.
James Kirchick de The Daily Beast  criticó al documental por hacer apología de la dictadura , señalando que "Yanukovych dejó de ser presidente el 22 de febrero de 2014 porque huyó de Kiev, volviéndose incapaz de cumplir con sus deberes presidenciales bajo la constitución ucraniana. Más de las tres cuartas partes del parlamento del país, incluidos muchos miembros del propio partido de Yanukovych, votaron efectivamente para acusarlo ese día", y "Es asombrosamente condescendiente que Stone sermonee a los ucranianos —miles de los cuales han luchado y muerto defendiendo a su país desmembrado de una invasión total de su vecino mucho más poderoso, sobre lo que saben y no saben sobre Viktor Yanukovych, Rusia y el potencial para una nueva Guerra Fría".
Pavel Shekhtman, un disidente ruso buscado por las autoridades rusas por cargos de extremismo, también calificó el documental de "propaganda del Kremlin sin destilar", argumentando, entre otros, que de las principales figuras políticas ucranianas descritas como neonazis por Oliver Stone, solo Oleh Tyahnybok recurrió a la xenofobia. y retórica antisemita. El partido ultranacionalista de Tyahnybok, Svoboda, perdió posteriormente la mayoría de sus escaños en las elecciones parlamentarias de Ucrania de 2014.